# Pompeo Aldrovandi

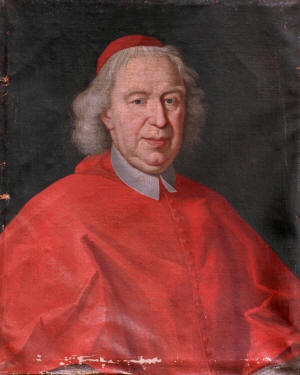
Kardinaal Pompeo Aldrovandi

Pompeo Aldrovandi (Bologna, 23 september 1668 — Montefiascone, 6 januari 1752) was een Italiaans kardinaal.
Aldrovandi werd geboren in Bologna, waar hij aan de universiteit rechten studeerde. Hij promoveerde er in 1691, zowel in het kerkelijk als in het burgerlijk recht. Vijf jaar daarna begon hij zijn loopbaan bij de Romeinse Curie. In 1710 werd hij tot priester gewijd. Van 1712 tot 1717 werkte hij op de nuntiatuur in Madrid. In 1717 werd hij benoemd tot titulair aartsbisschop van Neocaesarea in Ponto en bevorderd tot nuntius in Spanje. Strubbelingen tussen de Heilige Stoel en Spanje leidden er evenwel toe dat Aldrovandi spoedig werd teruggeroepen naar Italië. In 1729 benoemde de paus hem tot patriarch van Jeruzalem. 
In 1734 werd hij kardinaal. Zodoende nam hij deel aan het conclaaf van 1740. Dat conclaaf duurde bijna een half jaar, met name omdat Aldrovandi wel veel aanhang had, maar niet de vereiste meerderheden op zich wist te verenigen. Uiteindelijk lukte dat wél kardinaal Prospero Lambertini, die tijdens het conclaaf gezegd zou hebben: "Als jullie een heilige zoeken, neem dan Gotti, als jullie een staatsman zoeken, neem dan Aldrovandi, maar als jullie een eerlijk mens zoeken, neem dan mij". Lambertini zou uiteindelijk als paus Benedictus XIV de geschiedenis in gaan.
- Biblioteca Nacional de España: XX1134913
- Catàleg d'autoritats de noms i títols de Catalunya: 981058527642706706
- Gemeinsame Normdatei: 122343204
- International Standard Name Identifier: 0000 0000 6131 9294
- Library of Congress Control Number: n2003071366
- Istituto Centrale per il Catalogo Unico: SBLV041218
- Virtual International Authority File: 35336120
- WorldCat: E39PBJvmPQRB8GGQcvvMMFRqcP